# イブ・メルキオール
イブ・メルキオール（Ib Melchior,  1917年9月17日 - 2015年3月14日）は、アメリカ合衆国の映画監督、脚本家、プロデューサー、作家である。日本では、イブ・メルキオーの名前でも表記される。

## 来歴
1917年、デンマークのコペンハーゲンに生まれる。父親はオペラ歌手として有名なラウリッツ・メルヒオール。
作家、映画監督、脚本家など様々な肩書を持っており、特に映画監督としては50年代から60年代にかけていくつかのSF映画作品を残した。
1940年代後半からテレビ番組『ペリー・コモ・ショー』のディレクターとして業界入り。その後、1955年には日本の怪獣映画『ゴジラの逆襲』のアメリカ公開版のストーリー構成に携わった。1959年に、『巨大アメーバの惑星』で劇場映画監督デビュー。
その後は、脚本家としてデンマークの怪獣映画『冷凍凶獣の惨殺』や『SF第七惑星の謎』などのシドニー・W・ピンクと組んだ作品を発表。1964年に監督第二作の『タイム・トラベラーズ』を発表。100年後の未来をユーモラスに描いている。
その後は目立った監督活動はしていないが、引き続き脚本家として1975年に製作された『デス・レース2000年』などへ参加している。

### 私生活
1975年以降は映画界から遠ざかり、作家としてノンフィクションなどの分野の執筆なども行った。2015年、カリフォルニア州ロサンゼルスのウェスト・ハリウッドで死去。97歳だった。

## 監督・脚本

### 監督作品
- 巨大アメーバの惑星 The Angry Red Planet (1959)
- タイム・トラベラーズ The Time Travelers (1964)

### 原案・脚本作品
- ゴジラの逆襲 (1955) ※アメリカ公開版ストーリー構成
- 巨大アメーバの惑星 The Angry Red Planet (1959)
- 冷凍凶獣の惨殺 Reptilicus (1961)
- 第7惑星の謎 Journey to the Seventh Planet (1962)
- 火星着陸第1号 Robinson Crusoe on Mars (1964)
- タイム・トラベラーズ The Time Travelers (1964)
- バンパイアの惑星 Terrore nello spazio (1965)
- アウター・リミッツ The Outer Limits (1965) ※テレビドラマシリーズ
- 復讐戦線 Ambush Bay (1966)
- デス・レース2000年 Death Race 2000 (1975)

### 小説
- 人狼部隊（角川書店、1974年）
- スリーパー・エージェント（角川書店、1978年）
- ハイガーロッホ破壊指令 （角川書店、1980年）
- デス・ヴァレー（角川書店、1985年）
- ＜B-B枢軸＞極秘ルート（角川文庫、1987年）
- 最終兵器V-3を追え（角川文庫、1988年）
- 標的はナチス最終兵器（講談社文庫、1989年）